# Docalidia flexa
Docalidia flexa är en insektsart som beskrevs av Nielson 1979. Docalidia flexa ingår i släktet Docalidia och familjen dvärgstritar. Inga underarter finns listade i Catalogue of Life.